# Giovanni Passiglia
Giovanni Passiglia (Castelvetrano, 28 agosto 1981) è un ex calciatore italiano, di ruolo centrocampista.

## Carriera
Inizia la sua carriera nelle giovanili dell'Inter.
Nel 2000 debutta fra i professionisti in Serie C1 con l'Arezzo dove rimane fino al gennaio 2003 prima di passare per alcuni mesi all'Ancona (dove disputerà 2 incontri in Serie B).
Nell'estate 2003 torna ad Arezzo dove alla prima stagione contribuisce alla promozione in Serie B, categoria in cui milita sino al 2006.
In seguito si trasferisce al Pisa dove ottiene la promozione dalla Serie C1 alla Serie B. Nella Serie B 2007-2008 gioca per la prima parte della stagione ancora al Pisa, mentre in gennaio passa al Vicenza.
Successivamente gioca in Lega Pro Prima Divisione per un anno nel Perugia e poi per uno alla Pro Patria.
Nell'estate 2010 torna al Pisa, dove è nel giro dei titolari per il primo anno. Rimane al Pisa anche la stagione successiva, ma solo come "fuori rosa" prima di rescindere consensualmente il contratto nel dicembre 2011.
Nell'estate 2012 firma con il Poggibonsi in Lega Pro Seconda Divisione; nella sua prima stagione con la squadra toscana gioca 20 partite senza mai segnare, venendo riconfermato anche per la stagione successiva.
Nel luglio 2014 firma con il Magra Azzurri, società militante in Eccellenza Liguria.
In carriera ha totalizzato 62 presenze in Serie B.

## Palmarès

### Club

#### Competizioni nazionali
- Campionato italiano Serie C1: 1

Arezzo: 2003-2004
- Supercoppa di Lega di Serie C: 1

Arezzo: 2004